# Centro Africano para Estudios Tecnológicos
El Centro Africano para Estudios Tecnológicos (ACTS por sus siglas en inglés) es una organización intergubernamental sin ánimo de lucro, fundada en 1988 por Calestous Juma,  Miembro de la Royal Society, en Nairobi, Kenia. El ACTS promueve investigaciones —orientadas hacia políticas— sobre ciencia y tecnología aplicadas a un desarrollo económica, social y ambientalmente sostenible.  Fue la primera organización africana sin ánimo de lucro que combinó investigación sobre políticas, ciencia y tecnología.

## Historia
Fundado en 1988, el ACTS fue pionero  en la investigación sobre políticas de desarrollo innovadoras relacionadas con la ciencia aplicada, la tecnología y la innovación.
Las investigaciones de ACTS influyeron en política y legislación keniana sobre propiedad industrial, en los estándares de valoración del impacto ambiental en África oriental y del sur, y en  biocarburantes y bioenergía en Kenia, África oriental y del oeste. El ACTS también ha influido en políticas africanas sobre adaptación al calentamiento global,  mitigación del cambio climático, agricultura, biotecnología, biodiplomacia y bioseguridad.

## Afiliaciones
El ACTS es un miembro de la Alianza Mundial para los Datos sobre Desarrollo Sostenible (GPSDD por sus siglas en inglés), que reúne a 150 productores y usuarios de datos que trabajan en el desarrollo sostenible centrado en datos acerca de investigaciones sobre la lucha contra la pobreza extrema y el calentamiento mundial. Los gobiernos de Canadá, Colombia, Francia, Ghana, Italia, México, Marruecos, Nigeria, Filipinas, Senegal, Reino Unido y Estados Unidos también son miembros de la GPSDD.

## Premios
En 2013, el ACTS fue nombrado uno de los mejores laboratorios de ideas medioambientales del mundo. En 1991 el Consejo para el Desarrollo de la Investigación en Ciencias Sociales de África (CODESRIA) concedió al ACTS, por su contribución a ampliar la base de conocimientos sobre desarrollo en África el premio Justinian Rweyemamu, que lleva el nombre del economista más insigne de Tanzania.

## Acciones comunitarias

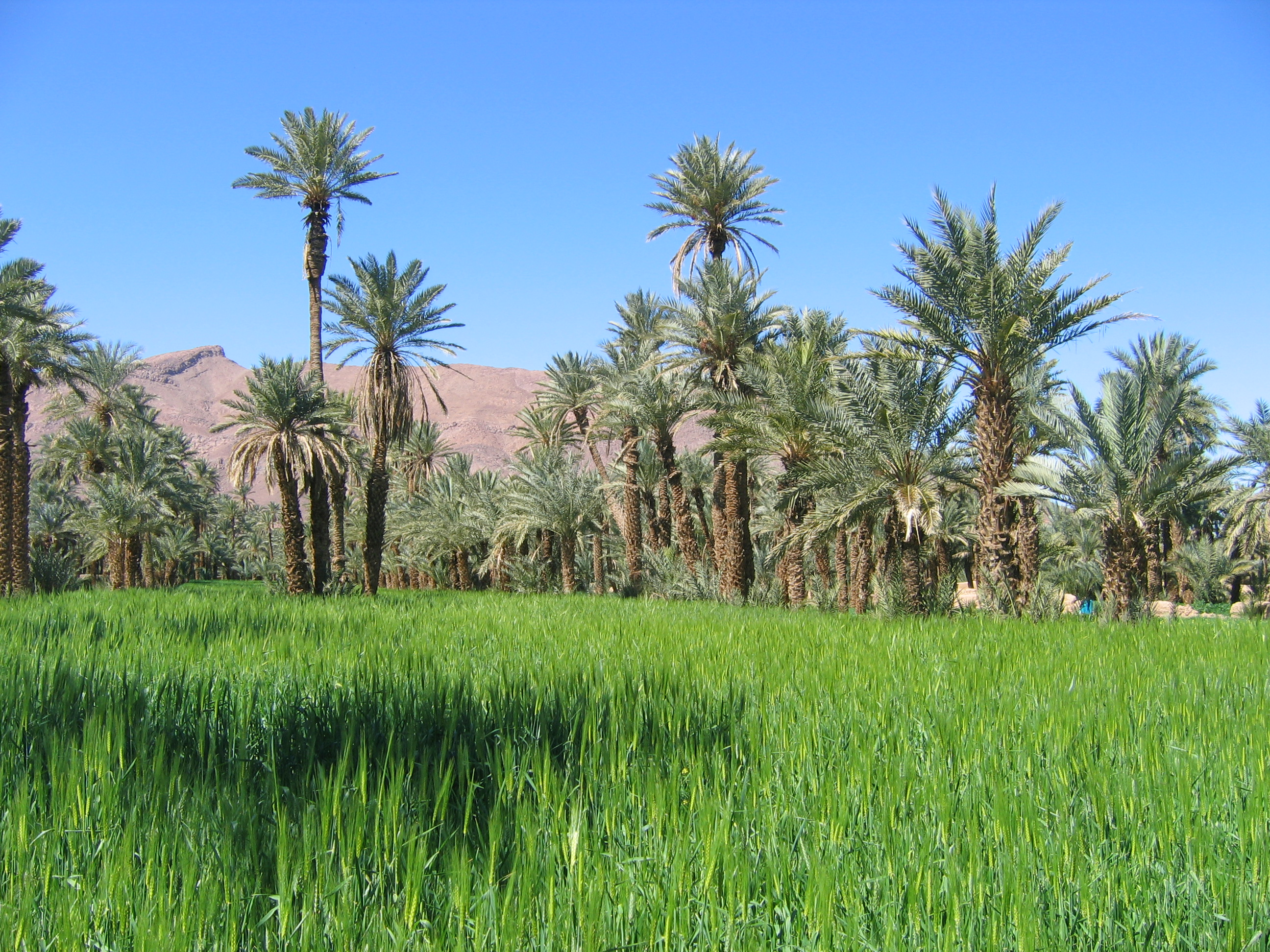
Cultivo de cereales en un oasis de Marruecos. El Centro Africano para Estudios Tecnológicos promueve, entre otras cosas, la diversificación de los cultivos tradicionales. En los oasis tradicionalmente solo se cultivaban palmeras.

Los investigadores de políticas del ACTS se involucran con comunidades locales para animarlas a reflexionar sobre sus mecanismos para lidiar con las inundaciones y aprender de ellos. Entonces los investigadores escogen los mejores mecanismos y desarrollan con ellos estrategias proactivas a largo plazo para atenuar los daños de estas inundaciones. Entre estos mecanismos puede encontrarse la diversificación agrícola.

## Publicaciones Seleccionadas
El ACTS publicó el rompedor estudio Soberanía e innovación: El debate sobre las patentes en el desarrollo africano del profesor de Harvard Calestous Juma y J. B. Ojwang. Juma dirige el Proyecto de innovación agrícola en África de la  Harvard Kennedy School (HKS), financiado por la Fundación Bill y Melinda Gates.
En su artículo de 1993 sobre los procesos legales de acceso y tenencia en la gestión individual y grupal de pastos en Turkana, Kenia, centrado en los derechos sobre los árboles, Edmund G.C. Barrow abogó por los derechos de propiedad de los indígenas.